# Pica-pau-de-guadalupe
O pica-pau-de-guadalupe (Melanerpes herminieri) é uma espécie de ave da família Picidae, pertencente ao gênero Melanerpes. Endêmico do arquipélago de Guadalupe nas Pequenas Antilhas, é um pica-pau florestal de tamanho médio com plumagem inteiramente preta e reflexos vermelho-arroxeados no ventre. Habita principalmente áreas de floresta tropical pluvial das ilhas. O pica-pau não apresenta dimorfismo sexual. Tem preferência por ambientes florestais mais abertos devido à pressão da urbanização.
Durante a temporada de reprodução, o pica-pau-de-guadalupe é uma ave solitária que nidifica em cavidades que escava com o bico em troncos de árvores mortas, principalmente coqueiros, onde a fêmea deposita de três a cinco ovos. Os ovos são incubados por 15 dias antes da eclosão, e a fêmea adulta alimenta os filhotes no ninho por cerca de um mês. Os filhotes permanecem com os pais por vários meses antes de se tornarem independentes. São principalmente insetívoros, mas também se alimentam de pequenos vertebrados, como rãs arborícolas e Anolis marmoratus [en], além de uma variedade de frutos sazonais.
Por muito tempo, o pica-pau-de-guadalupe foi considerado "quase ameaçado" pela União Internacional para a Conservação da Natureza (IUCN), devido ao seu endemismo, predação de ovos e ninhos por ratos-pretos, população relativamente pequena e particularidades do arquipélago, como topografia insular, fragmentação de habitat e urbanização. Em julho de 2019, foi reclassificado como "pouco preocupante". Embora pareça relativamente protegido na ilha de Basse-Terre, sua população em Grande-Terre enfrenta riscos de extinção. Tornou-se um símbolo da fauna de Guadalupe e é comumente encontrado no Parque Nacional de Guadalupe.

## Taxonomia
Descrito em 1830 por René Primevère Lesson no gênero Picus, o pica-pau-de-guadalupe recebeu seu nome binomial, Melanerpes herminieri, em homenagem ao naturalista Félix Louis L'Herminier [en], que estudou em Guadalupe e escreveu numerosas obras sobre aves. O nome do gênero Melanerpes vem do grego melas, que significa "preto", e herpēs, que significa "escalador". Na língua crioula antilhana, é chamado de Tapeur ou Tapé ("aquele que bate"). Também é conhecido como Toto bwa ou Toc-toc devido ao som de suas batidas.
Por algum tempo, o pica-pau-de-guadalupe foi considerado parte do gênero monotípico Linneopicus antes de ser classificado no gênero Melanerpes. Pode ter evoluído durante o Pleistoceno a partir do pica-pau-porto-riquenho [en] (M. portoricensis), que, por sua vez, deriva filogeneticamente do pica-pau-de-cabeça-vermelha [en] (M. erythrocephalus). A posição filogenética do gênero Melanerpes é a menos conhecida entre a família Picidae, cuja divergência nas subfamílias Jynginae, Picumninae [en] e Picinae [en] — à qual Melanerpes pertence — data de 30 a 20 milhões de anos atrás, no Oligoceno ou Mioceno Inferior.

## Distribuição e habitat
Desde a extinção de Aratinga labati e de Amazona violacea no século XVIII (se, de fato, existiram), o pica-pau-de-guadalupe é a única espécie de ave endêmica de Guadalupe, e o único pica-pau encontrado nas Pequenas Antilhas. Junto com duas espécies de morcegos florestais e duas de rãs, é uma das cinco espécies animais endêmicas do arquipélago.
O pica-pau-de-guadalupe está presente na ilha principal, do nível do mar até a linha superior das árvores, a cerca de 1.000 m de altitude, mas é historicamente mais comum em Basse-Terre, onde prefere a costa leste da ilha, do que em Grande-Terre. Está ausente das dependências de Guadalupe (Ilhas dos Santos, Marie-Galante e La Désirade).
Espécie exclusivamente sedentária, o pica-pau-de-guadalupe é encontrado em uma ampla variedade de tipos de florestas nas ilhas: é mais comum nas áreas de floresta tropical pluvial de Basse-Terre; em 1998, essas florestas abrigavam mais de 70% da população da espécie em Guadalupe, 5% estavam em áreas decíduas, enquanto as florestas decíduas de Grande-Terre abrigavam cerca de 20%, e os manguezais e pântanos no centro do arquipélago continham os 5% restantes.
Em 2008, um estudo da avifauna de Guadalupe mostrou a presença do pica-pau-de-guadalupe em todas as zonas do Parque Nacional de Guadalupe, com preferência por Côte-au-vent, o maciço ombrófilo na costa leste da ilha, e pela zona noroeste em direção a Deshaies, ao norte de Côte-sous-le-vent. A espécie também parece ter colonizado as Montanhas Caribenhas na ponta sul de Basse-Terre entre 1998 e 2007. Em 2008, Basse-Terre abrigava três quartos da população de pica-paus do arquipélago, e Grande-Terre, o outro quarto.
O pica-pau-de-guadalupe é uma ave territorial, mas não particularmente agressiva com outras aves, com as quais raramente interage. A espécie precisa de um território de 2 a 5 hectares por casal para viver, e até 10 hectares na ponta sul da mais árida Grande-Terre.

## Descrição

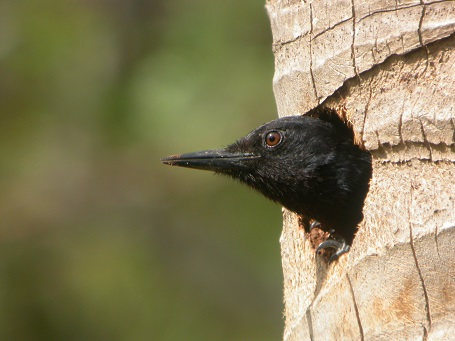
Pica-pau-de-guadalupe na entrada de seu ninho.

O pica-pau-de-guadalupe é uma espécie de pica-pau robusta de tamanho médio, medindo 26 a 28 cm de comprimento, com massa de 86 a 97 g nos machos e 69 a 78 g nas fêmeas. É distinto em sua aparência dentro de seu gênero, e, ao contrário de outras espécies de Melanerpes, machos e fêmeas não apresentam dimorfismo sexual marcante na plumagem; são inteiramente pretos com reflexos graduais que variam de vermelho-escuro a borgonha na plumagem ventral, azul-escuro no dorso e azul-metálico nas pontas das asas. Os machos têm uma envergadura de 42,5 cm, comparada a 40,5 cm nas fêmeas. A coloração preta pode ser vantajosa para secar as penas sob exposição ao sol e combater a umidade, e as penas pretas podem ser resistentes à abrasão, mas nenhuma explicação definitiva foi proposta pela comunidade científica. É um animal solitário, um traço comportamental social frequentemente associado ao monomorfismo da plumagem.
As pernas, que terminam em quatro dedos em arranjo zigodáctilo, são cinza-esverdeadas a cinza-azuladas, com garras altamente desenvolvidas. As garras são curvadas para agarrar a casca com a ponta, representando uma adaptação para viver em troncos e galhos de árvores. Os olhos têm 6 mm de diâmetro (pupila de 2 mm) com íris marrom-escuras. O bico é inteiramente preto e é entre 15% a 20% mais longo e mais robusto nos machos; esse é o principal critério para reconhecer o sexo dos indivíduos. O tamanho do bico da fêmea é igual ao da cabeça, enquanto o do macho é distintamente mais longo.
Como todos os pica-paus adaptados a perfurar madeira, as narinas no cúlmen têm pequenas penas para proteger a respiração e glândulas mucosas para capturar poeira. O músculo protrator pterigoide, altamente desenvolvido em pica-paus, é importante para absorção de choques ao desacoplar o bico, que pode se mover lateralmente, do crânio, minimizando a transmissão de energia cinética ao cérebro e olhos. Há também um osso pterigoide específico nos Picidae em comparação com outras aves. Possuem um tecido esponjoso específico entre o crânio e o bico, com um deslocamento do ponto de fixação do chifre maior do osso hioide ao osso quadrado, além de um esterno e quilha reforçados. Esses elementos maximizam a dissipação de energia e absorção de choques durante o impacto. A língua longa e cilíndrica dos Picidae é cerca de duas vezes o tamanho do bico. Resultado da evolução do aparelho hioide, tem duas partes: uma óssea na ponta, equipada com pequenos ganchos, e outra cartilaginosa que se alonga sob a ação de um músculo branquiomandibular que se fixa à rama da mandíbula, bifurcando-se e ancorando-se na parte anterior na base do cúlmen, envolvendo o crânio por trás com suas duas ramificações, descendo pelos lados da coluna, esôfago e laringe, o que empurra os chifres hioides e a língua para fora do bico.
Os filhotes são semelhantes aos adultos, mas têm plumagem marrom-escura mais opaca. A expectativa de vida dos indivíduos é superior a cinco anos e estimada entre oito e dez anos.

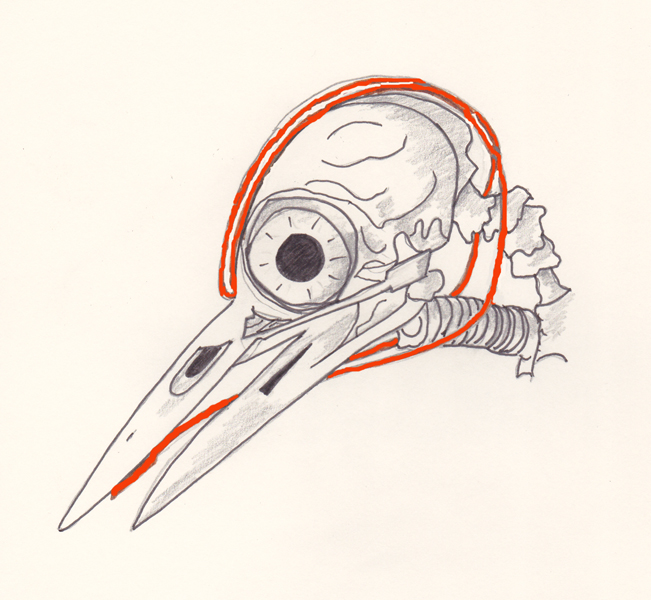
Crânio típico de pica-pau, mostrando (em vermelho) o alongamento e as fixações do aparelho hioide, formando na ponta a língua da ave.

## Comportamento

### Alimentação
O pica-pau-de-guadalupe adulto alimenta-se principalmente de cupins, formigas, larvas, miriápodes e artrópodes — 90% dos quais são coletados ao perfurar madeira morta — e frutos. Devido à diferença no tamanho dos bicos, os machos buscam presas preferencialmente em galhos grandes e troncos mortos, enquanto as fêmeas se fixam mais frequentemente em galhos, especialmente os de seção transversal pequena. Estudos científicos de um pica-pau em cativeiro mostraram que a ponta da língua longa possui ganchos voltados para trás, cobertos de saliva, que permitem agarrar e extrair insetos de buracos profundos na madeira.
Foi relatado que o pica-pau-de-guadalupe pode, ocasionalmente e de forma oportunista, alimentar-se de pequenos lagartos (Anolis marmoratus), também endêmicos do arquipélago. As fêmeas podem consumir carcaças de caranguejos durante a temporada de reprodução para obter o cálcio necessário à produção das cascas dos ovos.
Não foram realizados estudos precisos sobre a alimentação de pica-paus adultos, como identificação e quantidade de insetos consumidos, devido à rapidez de consumo de presas. Durante o período de nidificação, estudos mostraram que a dieta típica dos filhotes — trazida pelos pais a uma taxa de cinco vezes por hora — consiste principalmente de presas grandes, variando de 20 a 40 mm, com média de 20 mm. Embora o pica-pau-de-guadalupe alimente sua ninhada com metade da frequência do pica-pau-jamaicano [en], as presas trazidas são de duas a quatro vezes maiores, pois a espécie — ao contrário de seu primo jamaicano, cujo bico tem tamanho idêntico — não as engole ou regurgita, mas as carrega no bico. A dieta dos filhotes consiste principalmente de insetos da classe Orthoptera (44%, principalmente gafanhotos da espécie Tapalisca e baratas da espécie Pelmatosilpha purpurascens), larvas (20%, principalmente besouros — incluindo Scarabaeidae e Buprestidae — e Diptera), rãs arborícolas Eleutherodactylus martinicensis [en] (11%), besouros adultos (10,5%, das famílias Curculionidae, Cerambycidae e Scarabaeidae), Lepidoptera (6,5%) e gastrópodes (3,2%), além de frutos, principalmente dos gêneros Clusia (70%), Eugenia e Myrcia (16%), e pedaços de manga (Mangifera indica). Os adultos não alimentam os filhotes com formigas ou cupins.
A ingestão de água vem de dezesseis espécies de frutos sazonais, cujas sementes e caroços são cuspidos após o consumo da polpa, sacudindo a cabeça vigorosamente, como todos os pica-paus. Raramente foram observados bebendo água. Usam madeira como "bigornas" para cortar presas grandes, como rãs, descascar insetos e quebrar sementes e frutos duros. Essas "bigornas" são geralmente topos de coqueiros sem folhas, que também servem como áreas de armazenamento de alimentos.

### Reprodução

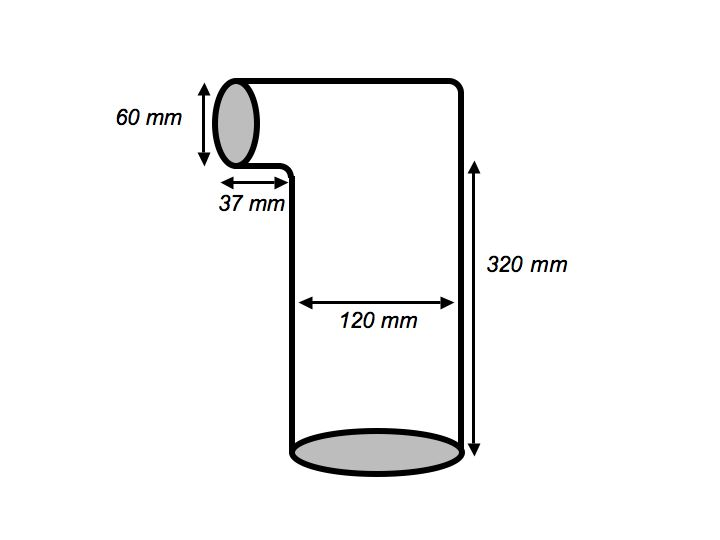
Diagrama de um ninho de Melanerpes herminieri, com tamanhos médios de seção observados, de Villard (1999).

O pica-pau-de-guadalupe é solitário e não se reúne em colônias. É monogâmico exclusivo, com temporada de reprodução de janeiro a agosto, com pico de abril a junho — indicando falta de competição no nicho ecológico da ave. A temporada de reprodução varia entre casais e anos, sendo o fator determinante o acesso a alimentos ideais, que em Guadalupe depende das chuvas. Estudos mostram que apenas 6–8 por cento das paternidades dos filhotes resultam de relacionamentos fora do casal estabelecido.
Geralmente nidifica a 2–20 m acima do solo em cavidades nos troncos de árvores que os dois pais escavam juntos. Prefere nidificar em coqueiros mortos e, menos frequentemente, em galhos mortos de árvores decíduas. Os locais de nidificação são escolhidos após várias tentativas e testes, conforme a condição da madeira; a elaboração de um ninho em árvore viva é excepcional devido à maior dificuldade. Escavar um ninho de 30 cm de profundidade leva cerca de dez dias, mas o ninho é frequentemente usado por mais de dois anos, dependendo da condição da madeira.
A fêmea deposita de três a cinco ovos brancos e elípticos, com tamanho médio de 24,6 × 18,5 mm e peso de cerca de 3,5 g. O casal se alterna na incubação dos ovos durante os 15 dias de incubação, que começa com a postura do primeiro ovo, levando a eclosões assíncronas. Apenas o macho é responsável durante as noites e quando os filhotes são pequenos. Um casal cria até três filhotes, e os filhotes que eclodem mais tarde geralmente não sobrevivem até a idade adulta. Na escuridão do ninho, os pais são auxiliados na alimentação dos filhotes por um triângulo branco formado pelo dente de ovo e dois botões brancos e gordurosos nos cantos do bico dos filhotes.
Os jovens deixam o ninho entre 33 e 37 dias após a eclosão e vivem com os pais por vários meses, formando famílias que às vezes incluem aves de duas ninhadas sucessivas. Parece que os filhotes de Guadalupe permanecem com os pais por mais tempo do que os pica-paus de zonas temperadas devido à ausência de uma estação de inverno que force um aprendizado acelerado. Esse período de aprendizado mais longo aumenta as chances de sobrevivência de um filhote, mas apenas cerca de 10% dos ovos resultam em um jovem adulto. A taxa de reprodução efetiva do pica-pau-de-guadalupe é desconhecida.

### Voo e locomoção
O voo do pica-pau-de-guadalupe é reto, sem ondulações. A espécie é incomum porque não voa sobre a água, o que limita seus movimentos entre as duas ilhas principais de Guadalupe e explica seu endemismo ao arquipélago e sua ausência nas dependências de Guadalupe, onde nunca foi observado, ouvido ou identificado por seus ninhos.
Ao contrário de algumas espécies de pica-paus caribenhos, como o pica-pau-jamaicano e o pica-pau-haitiano [en], o pica-pau-de-guadalupe não pratica caça em voo. Outra característica dos pica-paus, em particular do pica-pau-de-guadalupe, é sua ausência de locomoção no solo ou perto dele. É mais frequentemente encontrado no dossel florestal, onde se move apenas entre árvores usando seus dedos zigodáctilos adaptados para escalada, com o segundo dedo voltado para trás capaz de se mover para uma posição lateral para estabilizar a aderência no tronco ao escalar. Como todos os pica-paus, usa sua cauda curta e poderosa como ponto de apoio no tronco para propulsão ascendente.

### Vocalizações e sons
O pica-pau-de-guadalupe produz oito sons vocalizados e dois não vocalizados:
- Embora idênticos em forma, o som da fêmea é mais agudo.[41] Esse dimorfismo nos chamados é uma das características da espécie; os outros sons não podem ser usados para distinguir machos de fêmeas;[32]
- "rarrrrr",[22] em uma série de três a oito notas; é um som de excitação de adultos ou juvenis;
- "tsii", junto com um som de zumbido, é feito por filhotes para pedir comida;
- "tsi-sii" é emitido por filhotes pouco antes da alimentação;
- "kay-kay-kay" é emitido durante conflitos territoriais entre adultos;
- "tra-tra-tra-tra" informa a chegada de um adulto ao ninho para que o outro ceda lugar;
- "tray-tray-tray-tray" é feito por adultos chamando os filhotes para localizá-los;
- um som de tamborilar mútuo é feito pelo casal perto do ninho;
- o tamborilar de alta frequência é o som mais perceptível e reconhecível do pica-pau; apenas os machos realizam esse som de pelo menos onze batidas em 1,3 s. Esse tamborilar de exibição e territorialidade é muito distinto do resultante de atividades predatórias e de escavação de ninhos, que ambos os sexos realizam seis vezes mais lentamente.[41]

O pica-pau-de-guadalupe é a espécie que mais tamborila entre os Picidae caribenhos e insulares. Seus chamados são os mais ruidosos entre os produzidos pelos membros do gênero Melanerpes.

## Conservação

### Estado de conservação e ameaças

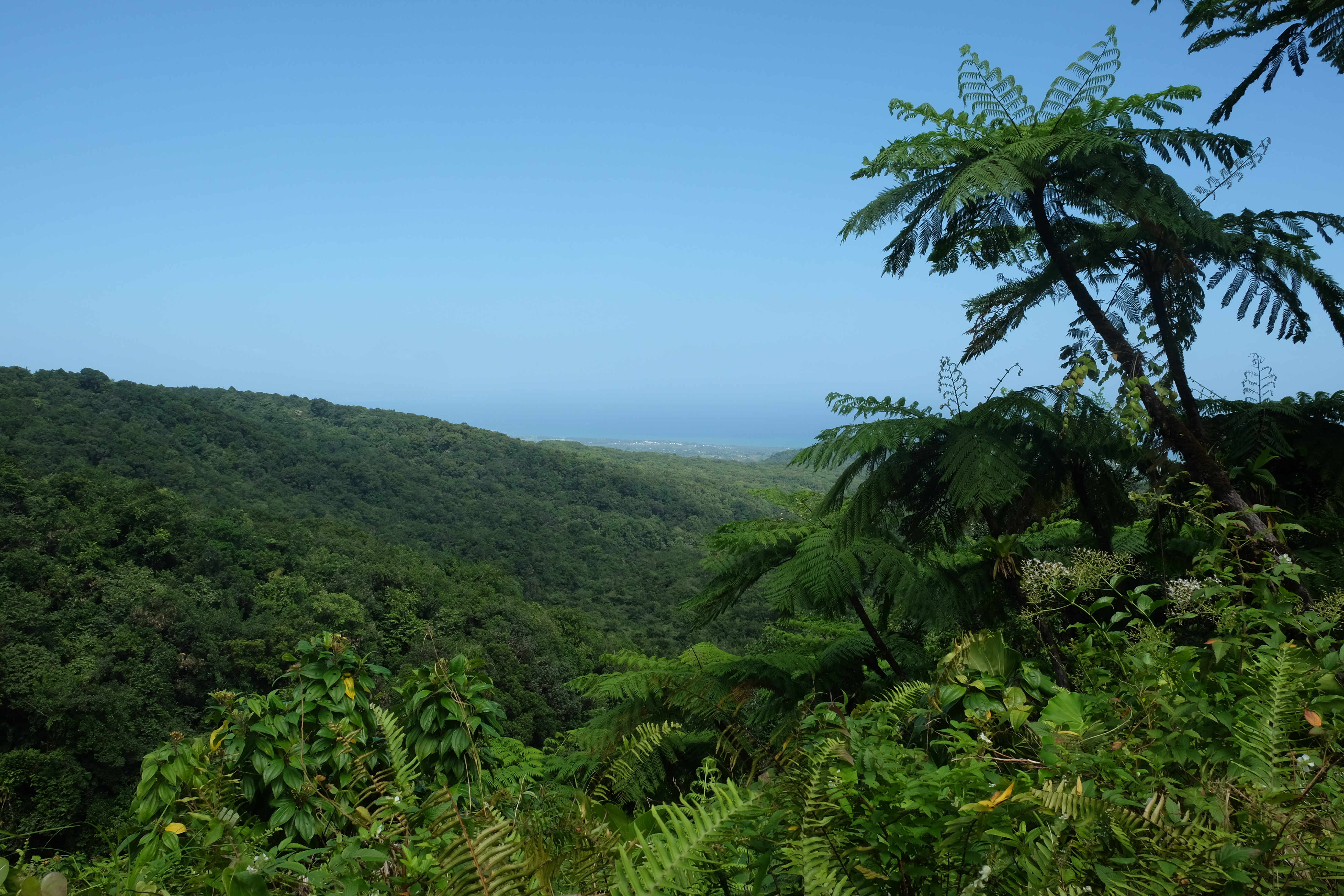
A floresta tropical pluvial no sudeste de Basse-Terre é o habitat preferido do pica-pau-de-guadalupe.

A União Internacional para a Conservação da Natureza classifica o pica-pau-de-guadalupe como espécie pouco preocupante desde a última avaliação da espécie em julho de 2019. Entre 2004 e 2019, foi anteriormente classificado como quase ameaçado devido à sua exclusividade no arquipélago de Guadalupe e sua população relativamente pequena: cerca de 10.330±1.000 pares estimados em 1998, número reavaliado para 19.527±3.769 em 2007 devido a uma melhor metodologia de contagem e definição de unidades ecológicas. A reavaliação de 2007 não indica um aumento real na população, que, segundo os autores dos dois estudos, permaneceu estável no período considerado. A redução e fragmentação de seu habitat devido à expansão humana e infraestrutura afetam o equilíbrio de sua população, especialmente em Grande-Terre, onde está em risco de extinção. Isso é particularmente o caso em áreas urbanizadas de Pointe-à-Pitre, Jarry, Grands Fonds e Norte de Basse-Terre, que estão se expandindo, permitindo menos movimento de indivíduos entre Basse-Terre e Grande-Terre por corredores de vegetação. A espécie não voa sobre áreas não arborizadas ou corpos d'água; esse traço está dividindo cada vez mais a população em dois grupos distintos com um grau moderado de diferenciação genética. A redução adicional das populações de aves endêmicas insulares pode eventualmente levar a um gargalo em sua diversidade genética e ao declínio da espécie devido à endogamia excessiva  ou até mesmo seu desaparecimento de um território.
A remoção de madeira morta, essencial para a nidificação e alimentação da espécie, é um fator agravante. Em Grande-Terre, os pica-paus-de-guadalupe são forçados a nidificar em postes de madeira de linhas telefônicas e elétricas ou em coqueiros vivos, ambos difíceis de escavar; a espécie tem uma taxa de sucesso inferior a 20%. A passagem de furacões sobre o arquipélago tem um forte impacto negativo nas populações de aves, em particular no pica-pau-de-guadalupe, que é fortemente dependente de coqueiros. Em setembro de 1989, o Furacão Hugo causou uma diminuição nos números, especialmente de filhotes.

### Predadores
Outra grande ameaça aos pica-paus-de-guadalupe é a predação de seus ovos por ratos-pretos, os únicos roedores com hábitos arborícolas, que têm um grande impacto negativo na nidificação e competem pelos mesmos locais de nidificação. Em menor grau, há predação de adultos por gatos ferais e gatos domésticos, e muito ocasionalmente por guaxinins. Mangustos não parecem predar o pica-pau ou seus ovos.

### Proteção
A caça ao pica-pau-de-guadalupe foi proibida desde 30 de abril de 1954. Um decreto ministerial de 17 de fevereiro de 1989, consolidado em 2013 e 2018, protegeu totalmente o pica-pau-de-guadalupe em todo o arquipélago. Após os últimos estudos sobre a população e habitat da espécie em 2007, ornitólogos recomendaram a criação e manutenção de corredores de vegetação essenciais no centro da ilha e a instalação de seções de coqueiros mortos em Grande-Terre como caixas de nidificação artificiais.